# Polowanie na muchy
Polowanie na muchy – polski film komediowy z 1969 roku w reżyserii Andrzeja Wajdy. Adaptacja opowiadania Janusza Głowackiego. Zdjęcia kręcono w Warszawie (m.in. Pałac Kultury i Nauki - księgarnia ORPAN, Uniwersytet Warszawski).

## Fabuła
Bohaterem filmu jest skromny pracownik księgarni i niedoszły absolwent rusycystyki, Włodek. Mężczyzna ten czuje się w domu całkowicie zdominowany przez swoją żonę i teściową. Nie mogąc tego znieść, pewnego dnia, pod pretekstem kupna papierosów, wychodzi z domu, chcąc go opuścić na zawsze. Przypadkowo poznaje młodą studentkę polonistyki Irenę, z którą nawiązuje romans. Irena jest przekonana, że jej ukochany ma wybitne zdolności i powinien zrobić wielką karierę. Niemal wbrew jego woli usiłuje wylansować go na tłumacza, a nawet na pisarza. Jej wysiłki są jednak daremne.
Film jest satyrą na postępujące zmiany w społeczeństwie, w którym kobiety stają się coraz bardziej władcze i energiczne, a mężczyźni coraz bardziej przez nie tłamszeni, pozbawieni własnej woli i godności.

## Obsada
- Zygmunt Malanowicz − Włodek
- Małgorzata Braunek − Irena, kochanka Włodka
- Hanna Skarżanka − Włada, teściowa Włodka
- Ewa Skarżanka − Hanka, żona Włodka
- Józef Pieracki − teść Włodka
- Daniel Olbrychski − rzeźbiarz
- Irena Dziedzic − redaktorka
- Leszek Drogosz − milicjant
- Ryszard Pracz − kapitan wręczający puchar Włodkowi
- Ryszard Pietruski − właściciel szklarni w Nieporęcie
- Wanda Stanisławska-Lothe